# Santa Ana de Allende
Santa Ana de Allende es una localidad de México perteneciente al municipio de Chapulhuacán en el estado de Hidalgo.

## Geografía
Se encuentra en la región de la Sierra Gorda, a la localidad le corresponden las coordenadas geográficas 21° 7’ 35.728” de latitud norte y 99° 59’ 8.334” de longitud oeste, con una altitud de 1355 m s. n. m. Se encuentra a una distancia aproximada de 16.59 kilómetros al suroeste de la cabecera municipal, Chapulhuacán.
En cuanto a fisiografía se encuentra dentro de las provincia del Sierra Madre Oriental, dentro de la subprovincia de Carso Huasteco; su terreno es de sierra y lomerío. En lo que respecta a la hidrografía se encuentra posicionado en la región del río Panuco, dentro de la cuenca del río Moctezuma, entre las subcuencas del río Amajac y Moctezuma. Cuenta con un clima semicálido subhúmedo con lluvias en verano, de mayor humedad.

## Demografía
En 2020 registró una población de 1760 personas, lo que corresponde al 7.68 % de la población municipal. De los cuales 867 son hombres y 893 son mujeres. Tiene 497 viviendas particulares habitadas.
| Gráfica de evolución demográfica de Santa Ana de Allende entre 1900 y 2020                   |
|                                                                                              |
| Población de los censos y conteos del Instituto Nacional de Estadística y Geografía (INEGI). |

## Economía
La localidad tiene un grado de marginación alto y un grado de rezago social bajo.